# Charles Emil d'Orchimont (konsul)
Charles Emil d'Orchimont, född den 23 december 1854 på Stora Lindås i Tunhems socken, Älvsborgs län, död den 24 april 1924 på Västra Jordhammar i Ödsmåls församling, Göteborgs och Bohus län, var en svensk affärsman. Han var sonson till Charles Emil d'Orchimont, far till Stellan d'Orchimont och svärfar till Carl von Horn.
d'Orchimont genomgick Göteborgs handelsinstitut 1871–1873. Han anställdes hos Skandinaviska kreditaktiebolaget i Göteborg sistnämnda år och grundade en egen agenturaffär i Göteborg 1884. d'Orchimont var ledamot av Göteborgs hamnstyrelse 1901–1913, av Göteborgs stadsfullmäktige 1902–1913, av styrelserna för bankaktiebolaget Södra Sveriges avdelningskontor i Göteborg 1909–1913, för Göteborgs stadshypoteksförening 1911–1913 och för allmänna pensions- och änkekassan i Göteborg 1902–1913. Han var verkställande direktör i Göteborgs magasinsaktiebolag. d'Orchimont var mexikansk konsul i Göteborg 1903–1913. Han arrenderade överstebostället Slädene i församlingen med samma namn, Skaraborgs län, 1895–1908 samt ägde säteriet Viken i Karleby församling, Skaraborgs län, 1905–1913 och Svarttorp i Åsle församling, Skaraborgs län, 1910–1913. d'Orchimont blev riddare av Vasaorden 1910.